# Lapu-Lapu
Lapu-Lapu var høvding (datu) på øen Mactan ud for kysten af regionen Cebui Filippinerne, da Ferdinand Magellan ankom i 1521. Han nægtede at konvertere til katolicisme og besejrede Magalhães og hans mænd under slaget ved Mactan den 27 april 1521, hvor Magalhães døde.
Lapu-Lapu anses som Filippinernes første nationalhelt, og som muslim anerkendes han også af landets store muslimske befolkningsgruppe til at have modsat sig de spanske kolonisatorer.
På Mactan-øen findes en stor statue til hans ære. Denne statue skuer ud over stranden og bugten, hvor Magalhães og hans skib ankrede. På den tid var bugten på den nordlige side af øen Mactan stadig dybt nok, men med tiden er bugten blevet i en lavvandet og plante-dækket lagune.
En kirke på øen er opkaldt efter Lapu-Lapu, og byen Opon er blevet omdøbt til Lapu-Lapu City. Også den Røde Koralbars, en yndet spisefisk, bliver i Filippinerne nu kaldt efter Lapu-Lapu.
Tidligere blev Lapu-Lapu også afbildet på både runde og firkantede centavos. Denne mønt bruges grundet inflationen ej længere.